# Samsung Galaxy W

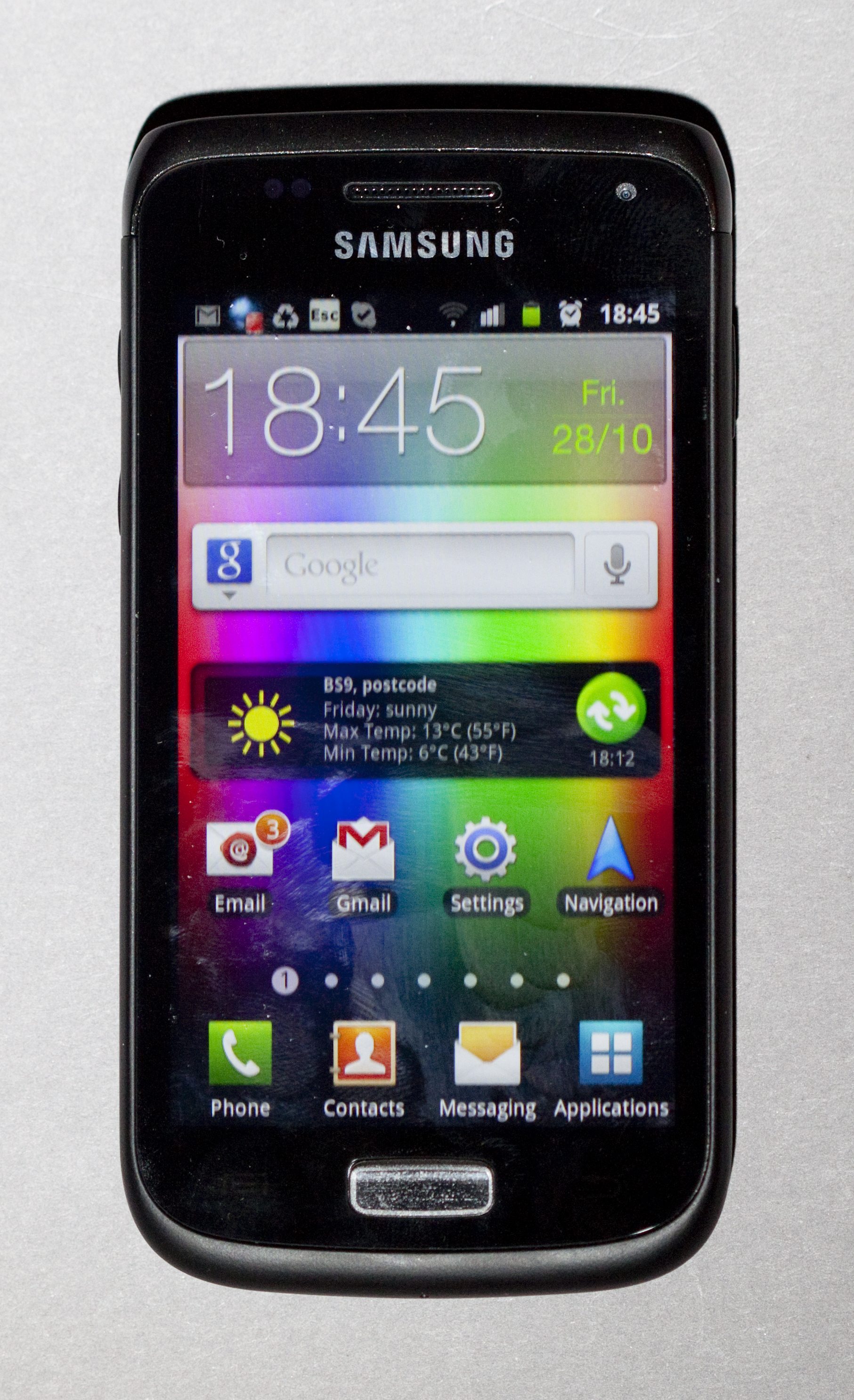
Samsung Galaxy W на TouchWiz 4.0

Samsung Galaxy W (GT-i8150) — смартфон середнього рівня від компанії Samsung Electronics на базі мобільної операційної системи Android сімейства Samsung Galaxy. Буква W в назві походить від слова Wonder. Samsung позиціонує смартфон як стильне і продуктивне рішення для повсякденного спілкування і розваг. Смартфон може похвалитися хорошим співвідношенням ціни і продуктивності. На ньому встановлений потужний процесор частотою 1400 МГц, що дозволяє вирішувати більшість повсякденних завдань, покладених на нього. Смартфон був представлений в серпні 2011 року.